# Liste der schmalspurigen Nebenbahnen in Argentinien
Liste der schmalspurigen Nebenbahnen in Argentinien:
| Provinz             | Name | Länge     | Spurweite | Fotos und Bemerkungen |
| ------------------- | --- | --------- | --------- | --- |
| Buenos Aires        | Ferrocarril del Sud, Sección Balcarce | 147 km    | 600 mm    | Lokomotiven: 27 Personenwagen: 5 Güterwagen: 1422 Investiertes Kapital: 3.201.640 Pesos                                                                                            |
| Buenos Aires        | Ferrocarril del Sud, Sección Cascallares | 94 km     | 600 mm    | Lokomotiven: 27 Personenwagen: 5 Güterwagen: 1422 Investiertes Kapital: 3.201.640 Pesos                                                                                            |
| Buenos Aires        | Ferrocarril del Sud, Sección Copetonas | 62 km     | 600 mm    | Lokomotiven: 27 Personenwagen: 5 Güterwagen: 1422 Investiertes Kapital: 3.201.640 Pesos                                                                                            |
| Buenos Aires        | Ferrocarril del Sud, Sección Orense | 70 km     | 600 mm    | Lokomotiven: 27 Personenwagen: 5 Güterwagen: 1422 Investiertes Kapital: 3.201.640 Pesos                                                                                            |
| Buenos Aires        | Ferrocarril del Oeste, Desvío Moreno | 3 km      | 500 mm    | |
| Buenos Aires        | Ferrocarril del Oeste, Desvío Rodríguez | 1 km      | 600 mm    | |
| Buenos Aires        | Ferrocarril del Oeste, Epecuén | 4 km      | 600 mm    | |
| Buenos Aires        | Ferrocarril del Oeste, Basílica | 1 km      | 750 mm    | |
| Buenos Aires        | Ferrocarril del Oeste, Ituzaingó | 2 km      | 1000 mm   | |
| Buenos Aires        | Decauville-Bahnen der Ferrocarril Puerto – Los Talas | 4 km      | 600 mm    | |
| Buenos Aires        | Ferrocarril Decauville Molino Bancalari | 5 km      | 600 mm    | Eröffnung um 1889 |
| Buenos Aires        | Ferrocarril Decauville Hospital Neurospiquiatrico Dr. Domingo Cabred, Open Door | 3 km      | 600 mm    | |
| Buenos Aires        | Ramal de Balneario Ostende | 3 km      | 600 mm    | Eröffnung 1913 |
| Buenos Aires        | Trochita de Sierra de la Ventana | 19 km     |           | Vom Bahnhof zum Club Hotel de la Ventana mit Spielcasino in Sierra de La Ventana, Hotel: 11. November 1911 bis 14. März 1920, Schmalspurbahn: 30. November 1914 bis 21. März 1920. |
| Buenos Aires        | Cia Bellani y Fenga |           | 1000 mm   | Lokomotiven: 1 Güterwagen: 2 Investiertes Kapital: 44.000 Pesos |
| Buenos Aires        | Ferrocarriles y Elevadores Depietri | 86 km     | 1000 mm   | 1936–1948 |
| Buenos Aires        | Ferrocarril La Porteña, Partido General San Martín |           | 750 mm    | |
| Buenos Aires        | Decauville-Bahn bei Olavarría, die vom Sierra-Chica-Gefängnis zur Ferrocarril del Sud nach La Plata führte, mit Abzweigungen von Hinojo nach Sierras Bayas und Sierra Chica (Provinzdekret vom 31. August 1904) |           | 600 mm    | |
| Buenos Aires        | Palacio de Aguas Corrientes, Buenos Aires |           | 600 mm    | |
| Buenos Aires        | Sägewerk La Helvecia in San Fernando | 0,25 km   | 600 mm    | |
| Buenos Aires        | Schokoladenfabrik der Gebrüder Saint in Barracas |           | 600 mm    | |
| Buenos Aires        | CAP Cuatreros Frigorífico in Bahía Blanca |           | 1000 mm   | Krauss N° 4810/1902 |
| Buenos Aires        | River Plate Fresh Meat Company im Puerto del Frigorifico de Campana |           | 600 mm    | Mit zwischen den Schienen liegender Stromschiene für 7 Elektroloks |
| Buenos Aires        | Hafenbahn von Campana |           |           | |
| Buenos Aires        | Compañía Alemana Transatlántica de Electricidad (C.A.T.E.) im Partido de Avellaneda |           | 600 mm    | Elektrizitätswerk im Dock Sud |
| Buenos Aires        | Sarandí, Partido Avellaneda |           | 600 mm    | O&K-Feldbahn beim Bau des Entlastungskanals für den Arroyo Sarandí, 1895 |
| Buenos Aires        | Parque Avellaneda |           | 600 mm    | Parkeisenbahn |
| Buenos Aires        | 400-kW-Telefunken-Großstation Monte Grande |           | 600 mm    | |
| Buenos Aires        | Doppeldecker-Wasserflugzeug-Hangar des Flussgeschwaders der Marine im Destacamento Aeronaval San Fernando |           | 600 mm    | |
| Buenos Aires        | Campo de Mayo, eine Militärbasis im Partido San Miguel, circa 30 km nordwestlich von Buenos Aires |           | 600 mm    | Militärübung, 1936 |
| Buenos Aires        | San Miguel, die Decauville-Bahn gehörte der Cabaña Santa Brígida und fuhr vom Zentrum des Ortes auf einer Seite der heutigen Avenida Maestro Ferreyra bis zur Avenida Mitre und von dort auf der Seite dieser Verkehrsader (die bis 1939 ein Feldweg war) bis zum Bahnhof Sarmiento der Urquiza-Bahn, mit Endstation und Umsteigemöglichkeit in der Calle Fraga zwischen den Straßen Tribulato und Mitre. |           | 600 mm    | |
| Buenos Aires        | Salinas Las Barrancas, Partido de Villarino |           | 600 mm    | |
| Buenos Aires        | Zoologischer Garten Buenos Aires |           | 600 mm    | 1909–1929 |
| Buenos Aires        | Empresa Fonticelli in den Wäldern von Ezeiza |           | 600 mm    | um 1975 |
| Buenos Aires        | Tren de la República de los Niños | 2         | 600 mm    | |
| Buenos Aires        | Ferroviario tipo Decauville de Isla Martín García |           | 600 mm    | Tramway auf der Mole der Isla Martín García |
| Buenos Aires        | Tren de Isla Paulino im Delta des Río de la Plata |           | 600 mm    | Inselbahn |
| Buenos Aires        | Baustellenbahn beim Bau der Avenida Juan B. Justo in Mar del Plata | 1,5       | 600 mm    | O&K Type S 5 mit 6 PS, 28. August 1922 bis 12. Februar 1924 |
| Buenos Aires        | Puerto de Olivos |           | 600 mm    | Puerto de Olivos, Baustellenbahn Espigon Sur |
| Buenos Aires        | Bahía Blanca |           | 600 mm    | Montania Feldbahnlok, Typ U, Bauart Usinger, um 1927 |
| Buenos Aires        | Baustellenbahn der Ducilo-Kunstfaser-Fabrik, einer Niederlassung von DuPont beim Bahnhof Ezpeleta |           | 600 mm    | Deutz Benzol-Lok um 1935 |
| Buenos Aires        | Die Baustellenbahn beim Bau der Avenida General Paz am Río Matanza-Riachuelo in Buenos Aires führte vom Puente Alsina über die Puente La Noria zur Puente Colorado | 11        | 600 mm    | 1939–1941 |
| Buenos Aires        | Baustellenbahn bei der Kanalisierung und der Begradigung des Río Riachuelo von Nueva Pompeya bis zur Puente de la Novia |           | 600 mm    | |
| Buenos Aires        | San Isidro: Baustellenbahn Bau der Anlegestelle und des Strandbads |           | 600 mm    | |
| Buenos Aires        | Stahl- und Eisenhandlung in der Avenida Velez Sarsfield, Barracas, Buenos Aires |           | 600 mm    | O&K N° 5662 und Jung N° 3175, versteigert im Jahr 1979 |
| Buenos Aires        | Pferdestraßenbahn auf der Calle Buenos Aires (heute Avenida Doctor Ignacio Arieta) in San Justo |           |           | Um 1930 |
| Buenos Aires        | Eukalyptus-Plantage von Dr. Muñoz an der Calle San Justo (Partido La Matanza) |           |           | Um 1927 |
| Buenos Aires        | Transradio, Partido La Plata |           |           | |
| Buenos Aires        | Städtische Werkstätten in der Avenida Bullrich in Buenos Aires |           |           | Mai 1933 |
| Buenos Aires        | Pedro Landa, Kalkkonglomerate – Conchilla-Lagerstätte, Estancia Sarandi, Magdalena, F.C.S., |           |           | 1934 |
| Buenos Aires        | Zwischensumme: | 414,5 km  |           | |
| Catamarca           | Desvío que pertenece al ferrocarril Central de Córdoba | 45 km     | 1000 mm   | |
| Catamarca           | Zwischensumme: | 45 km     |           | |
| Chaco               | Desvío Cía. Quebrachales Fusionados (Puerto Tirol) | 65 km     | 600 mm    | Lokomotiven: 6 Personenwagen: 5 Güterwagen: 35 Metergewicht: 3, 10, 12 kg/m in Gleisjochen von 7 m Länge Allgemeine Transportdienstleistungen                                      |
| Chaco               | Desvio C. B. Svensen (km 665 F.C. C. N.-A.) | 8 km      | 600 mm    | Waldbahn |
| Chaco               | Desvio G. Weisburd (Estación General Pinedo) | 11 km     | 600 mm    | Waldbahn |
| Chaco               | Zuberbühler | 69 km     | 600 mm    | Waldbahn |
| Chaco               | Desvío Cía. Ganadera y Forestal | 60 km     | 750 mm    | Waldbahn |
| Chaco               | Ferrocarril Quijano | 75 km     | 750 mm    | Allgemeine Transportdienstleistungen |
| Chaco               | F. C. Rural de Resistencia | 30 km     | 750 mm    | Lokomotiven: 6 Personenwagen: 5 Güterwagen: 35 Investiertes Kapital: 70.400 Pesos Allgemeine Transportdienstleistungen                                                             |
| Chaco               | Desvío Noetinger y Lepetit, La Escondida | 2 km      | 1000 mm   | Waldbahn |
| Chaco               | Las Selvas del Chaco | 15 km     | 1000 mm   | Waldbahn |
| Chaco               | Desvío Mualen | 12 km     | 1000 mm   | Lokomotiven 4 Güterwagen: 63 Mehrere Transportdienstleistungen |
| Chaco               | Desvío Damiani | 12 km     | 1000 mm   | Wald- und Güterbahn |
| Chaco               | Desvío Cía. La Forestal Ltda. (Cotelay) | 25 km     | 1000 mm   | Waldbahn |
| Chaco               | Desvío Cía. La Forestal Ltda. (Haumonia al N. O.) | 37 km     | 1000 mm   | Frachtführer |
| Chaco               | Desvío M Cía. Quebrachales Fusionados (Oetling al N. O.) | 30 km     | 1000 mm   | |
| Chaco               | Desvio Cía. Fontana Lda (Río Arazá) | 3 km      | 1000 mm   | Waldbahn |
| Chaco               | Desvío Cía. La Industrial (La Vícuña) | 12 km     | 1000 mm   | |
| Chaco               | Desvío C. B. Svensen (km 665 F. C. C. N. A.) | 21 km     | 1000 mm   | Waldbahn |
| Chaco               | Desvío Zuberbühler | 25 km     | 1000 mm   | |
| Chaco               | Ingenio Las Palmas Chaco |           | 600 mm    | Die Diesellok La Elvira steht heute auf dem Dorfplatz |
| Chaco               | Ferroviario tipo Decauville de la Isla del Cerrito |           | 600 mm    | Dampflokomotive auf der Isla del Cerrit |
| Chaco               | Colonia Baranda |           | 600 mm    | |
| Chaco               | Zwischensumme: | 512 km    |           | |
| Chubut              | Ferrocarril de Península Valdés | 32 km     | 762 mm    | 1901–1920 |
| Chubut              | Hafenbahn von Comodoro Rivadavia |           |           | um 1917 |
| Chubut              | Zwischensumme: | 32 km     |           | |
| Córdoba             | Desvío Establecimiento La Calera | 11 km     | 600 mm    | Kalksteintransport |
| Córdoba             | Desvío Bourdichone y Cía. | 3 km      | 600 mm    | Kalksteintransport |
| Córdoba             | Desvío Minetti | 4 km      | 600 mm    | Kalksteintransport |
| Córdoba             | Desvío Malagueño | 5 km      | 600 mm    | Kalksteintransport |
| Córdoba             | Desvío Deffilipi (Valle Hermoso) | 5 km      | 600 mm    | Kalksteintransport |
| Córdoba             | Desvío Deffilipi (Valle Hermoso) | 6 km      | 1000 mm   | Kalk- und Kalksteintransport |
| Córdoba             | Holzfällerei von Luis B. Carrizo bei Quilino S. 263 | 42 km     | 600 mm    | Waldbahn |
| Córdoba             | Tren del Asaerradero El Picaflor |           |           | |
| Córdoba             | Talsperre Segunda Usina |           | 600 mm    | Baustellenbahn |
| Córdoba             | Steinbrüche von Alta Gracia |           | 600 mm    | Schotterherstellung für den Eisenbahnbau |
| Córdoba             | Zoologischer Garten in Córdoba |           | 600 mm    | Parkeisenbahn |
| Córdoba             | Beim Bau der Ruta Nacional 9 von Toledo nach Córdoba wurde der Kalkstein mit einer Decauville-Bahn vom Bahnhof Toledo herantransportiert und auf der Straße verteilt |           | 600 mm    | |
| Córdoba             | Zwischensumme: | 76 km     |           | |
| Corrientes          | Ferrocarril Correntino | 226 km    | 600 mm    | Lokomotiven: 3 Personenwagen: 11 Güterwagen: 230 Metergewicht: 12 und 18 kg/m Investiertes Kapital: 2.200.000 Pesos                                                                |
| Corrientes          | Zwischensumme: | 226 km    |           | |
| Formosa             | Desvío a la Estancia Guaycolec | 35 km     | 600 mm    | |
| Formosa             | Desvío a la Cía. Argent. de Quebracho | 37 km     | 600 mm    | |
| Formosa             | Ferrocarril Decauville Oswald | 14 km     | 600 mm    | 1916–1954 |
| Formosa             | Salzgewinnung von J. Hombravella Casals bei der Stadt General Lucio V. Mansilla S. 263 | 5 km      | 600 mm    | Salztransport mit 15 von Pferden gezogenen Kipploren |
| Formosa             | Zwischensumme: | 91 km     |           | |
| Jujuy               | Desvío Ingenio Ledesmá | 86 km     | 500 mm    | Zuckerrohrtransport |
| Jujuy               | Desvío Hardcastle | 10 km     | 600 mm    | Mehrere Transportdienstleistungen |
| Jujuy               | Desvío Grondona y Cía. | 12 km     | 600 mm    | |
| Jujuy               | Desvío H. Pemberton | 7 km      | 600 mm    | Waldbahn |
| Jujuy               | Desvío M. Flores | 7 km      | 600 mm    | |
| Jujuy               | Ingenio La Esperanza en Jujuy |           | 600 mm    | Zuckerrohrtransport |
| Jujuy               | Desvío La Mendieta | 24 km     | 600 mm    | Locomotiven: 6 Güterwagen: 535 Investiertes Kapital: 168.930 Pesos Zuckerrohrtransport                                                                                             |
| Jujuy               | Desvío Ingenio Ledesma | 97 km     | 700 mm    | Zuckerrohrtransport |
| Jujuy               | Desvío Industrial y Forestal de Yuto | 26 km     | 750 mm    | |
| Jujuy               | Zwischensumme: | 269 km    |           | |
| La Pampa            | Feldbahnen der Salinas Chicas | 22 km     | 750 mm    | Salztransport (bis 200.000 Tonnen/Jahr) |
| La Pampa            | Decauville-Bahn der Salinas Grandes |           | 600 mm    | Salztransport |
| La Pampa            | Decauville-Bahn der Compañía Argentina de Sales La Porteña in General San Martín (früher: Villa Alba) |           | 600 mm    | Salztransport |
| La Pampa            | Zwischensumme: | 22 km     |           | |
| Mendoza             | Desvío Industrial de Mendoza | 18 km     | 750 mm    | |
| Mendoza             | Ferrocarril Liliputiense del Parque | 7 km      | 600 mm    | |
| Mendoza             | Weingut von Germán Colm |           | 600 mm    | |
| Mendoza             | Weingut von Emiliano Torres in Belgrano |           | 600 mm    | g |
| Mendoza             | Zwischensumme: | 25 km     |           | |
| Misiones            | Estancia Santa Ines de Núñez bei Posadas |           |           | Waldbahn, 1921–1952 |
| Misiones            | Tren Ecológico de la Selva | 7 km      | 600 mm    | Touristik-Schmalspurbahn Eröffnung: 2001 |
| Misiones            | Zwischensumme: | 7 km      |           | |
| Patagonia           | Viejo Expreso Patagónico (La Trochita) | 402 km    | 750 mm    | |
| Patagonia           | Zwischensumme: | 402 km    |           | |
| Río Negro           | Feldbahn der Firma Castiglioni, Pez y Cia | 15 km     |           | Transport von Gips und Bentonit |
| Río Negro           | Feldbahn des Gipswerks von Julio Corral, | 18 km     |           | Transport von Gips |
| Río Negro           | Feldbahn des Gipswerks von Julio Corral, Padre Stefenelli, General Roca | 18 km     |           | Transport von Gips |
| Río Negro           | Feldbahn beim Bau des Ingeniero-Ballester-Staudamms um 1916–1925 |           |           | |
| Río Negro           | Zwischensumme: | 15 km     |           | |
| Salta               | Desvío Ing. San Martín (El Tabacal) | 107 km    | 600 mm    | Zuckerrohrtransport |
| Salta               | Desvío San Isidro | 15 km     | 600 mm    | Zuckerrohrtransport |
| Salta               | Desvío Esperanza | 81 km     | 600 mm    | Zuckerrohrtransport |
| Salta               | Zwischensumme: | 203 km    |           | |
| San Luis            | Salinas del Bebedero |           | 600 mm    | |
| San Luis            | Goldmine La Carolina, San Luis | 0,1 km    | 600 mm    | |
| San Luis            | Zwischensumme: | 0,1 km    |           | |
| Santa Cruz          | Departamento Güer Aike | 1 km      |           | Hafen der Estancia Killik Aike Norte von Herbert Stanley Felton |
| Santa Cruz          | Sägewerk Aserradero Avellaneda, Punta Bandera, Lago Argentino | 0,1 km    | 600 mm    | um 1955 |
| Santa Cruz          | Zwischensumme: | 1,1 km    |           | |
| Santa Fe            | Sección Gallareta | 30 km     | 600 mm    | |
| Santa Fe            | Sección Gallareta | 30 km     | 750 mm    | |
| Santa Fe            | Sección Gallareta | 137 km    | 1000 mm   | |
| Santa Fe            | Sección Villa Ana | 48 km     | 1000 mm   | |
| Santa Fe            | Sección Villa Ana | 83 km     | 600 mm    | |
| Santa Fe            | Sección Villa Guillermina | 219 km    | 750 mm    | |
| Santa Fe            | Sección Villa Guillermina | 4 km      | 1000 mm   | |
| Santa Fe            | Desvío La Papelera Argentina | 4 km      | 600 mm    | |
| Santa Fe            | Desvío Pedro Gasparetti | 12 km     | 1000 mm   | |
| Santa Fe            | Desvío Puerto Ocampo | 53 km     | 1000 mm   | Allgemeine Transportdienstleistungen. |
| Santa Fe            | Desvío Juan Arronga | 17 km     | 1000 mm   | |
| Santa Fe            | Tranway Rural Reconquista | 15 km     | 1000 mm   | |
| Santa Fe            | Argentine Quebracho Company (Paraje 22), Tartagal |           | 1000 mm   | Waldbahn |
| Santa Fe            | Tranvía a Vapor de Rafaela | 86 km     |           | Rafaela-Roca-Castellanos-Colonia Vila sowie Vila-Pueblo Marini und Josefina-Fraga                                                                                                  |
| Santa Fe            | Zwischensumme: | 738 km    |           | |
| Santiago del Estero | Desvío Compagno Hnos. | 50 km     | 600 mm    | Waldbahn |
| Santiago del Estero | Desvío Enrique S. Pérez | 16 km     | 600 mm    | Waldbahn |
| Santiago del Estero | Desvío Donadeu y Cía. Ld. | 60 km     | 600 mm    | Waldbahn |
| Santiago del Estero | Desvío El Dorado | 46 km     | 600 mm    | Waldbahn |
| Santiago del Estero | Desvío A. Cabezas | 47 km     | 600 mm    | Waldbahn |
| Santiago del Estero | Desvío Castiglioni | 58 km     | 600 mm    | Wald- und Güterbahn |
| Santiago del Estero | Desvío Demartiní | 62 km     | 750 mm    | Waldbahn |
| Santiago del Estero | Desvío Weisburd | 51 km     | 1000 mm   | Waldbahn |
| Santiago del Estero | Desvío F. C. C. Córdoba | 41 km     | 1000 mm   | |
| Santiago del Estero | Viuda de Monti e Hijos S. 262–263 (Brennholz, Rinderzucht, Schnittholz) | 40 km     | 1000 mm   | Feld- und Waldbahn mit zwei amerikanischen 16-t-Lokomotiven und einer belgischen 36-t-Lokomotive mit Wagen der F. C. C. Córdoba                                                    |
| Santiago del Estero | Zwischensumme: | 431 km    |           | |
| Tierra del Fuego    | Ferrocarril Austral Fueguino | 7 km      | 500 mm    | Eröffnung: 1909 Stilllegung: 1952 Wiedereröffnung: 1994 |
| Tierra del Fuego    | Zwischensumme: | 7 km      |           | |
| Tucumán             | Desvío Ingenio Aguilares | 8 km      | 600 mm    | Zuckerrohrtransport |
| Tucumán             | Desvío Los Ralos | 6 km      | 600 mm    | |
| Tucumán             | Desvío La Providencia | 18 km     | 600 mm    | |
| Tucumán             | Desvío Cía. A. Conccp. | 52 km     | 600 mm    | |
| Tucumán             | Desvío La Baviera | 34 km     | 650 mm    | Zuckerrohr- und Brennholztransport |
| Tucumán             | Desvío Padilla Hnos. | 24 km     | 750 mm    | Lokomotiven: 4 Güterwagen: 150 Metergewicht: 12 kg/m Zuckerrohrtransport |
| Tucumán             | Desvío La Florida | 12 km     | 750 mm    | Zuckerrohrtransport |
| Tucumán             | Gobierno de la Provincia | 12 km     | 750 mm    | Personenverkehr |
| Tucumán             | Desvio Ingenio Mercedes y Monte Grande. Propietarios: Padilla Hermanos |           | 750 mm    | Zuckerrohrtransport |
| Tucumán             | Tranvia rural a vapor de Yerba Buena (Trencito) | 12 km     | 750 mm    | 1916–1926 |
| Tucumán             | Desvío Ingenio San Pablo | 11 km     | 1000 mm   | Lokomotiven: 1 Güterwagen: 8 Metergewicht: 10 kg/m Zuckerrohrtransport |
| Tucumán             | Desvio Ingenio Cia. Azucarera Bella Vista | 13 km     | 1000 mm   | Zuckerrohrtransport |
| Tucumán             | Desvío Santa Lucía | 17 km     | 1000 mm   | Zuckerrohrtransport |
| Tucumán             | Ferrocarril C. de Córdoba | 81 km     | 1000 mm   | |
| Tucumán             | El ramal estratégico ferroviario C-37, nordwestlich von San Miguel de Tucumán | 3,3 km    | 1000 mm   | Militärischer Gleisanschluss |
| Tucumán             | Zwischensumme: | 303,3 km  |           | |
|                     | Summe | 3806,8 km |           | |